# Vietnascincus rugosus
Vietnascincus rugosus is een hagedis uit de familie skinken (Scincidae).

## Naam en indeling
De wetenschappelijke naam van de groep werd voor het eerst voorgesteld door Ilya Sergeevich Darevsky en Nikolai Lutseranovich Orlov in 1994. Het is de enige soort uit het monotypische geslacht Vietnascincus.
De soortaanduiding rugosa betekent vrij vertaald 'gerimpeld' of 'verfrommeld' en slaat op de structuur van de schubbenhuid.

## Verspreiding en habitat
Vietnascincus rugosus leeft in delen van Azië en komt endemisch voor in Vietnam en alleen in de provincie Gia Lai. De hagedis is slechts van een enkele locatie bekend; in de nabijheid van de stad Buoenloy op een hoogte van ongeveer 700 meter boven zeeniveau.
De exacte habitat is niet bekend; de skink is vooralsnog alleen aangetroffen op boomstammen in het bladerdek. Vermoed wordt dat het een klimmende soort is.

## Uiterlijke kenmerken
De schubben op de rug zijn sterk gekield. De poten zijn goed ontwikkeld en dragen vijf vingers en tenen. De gehooropeningen zijn klein en hebben drie lobachtige schubben aan de achterzijde.

## Beschermingsstatus
Door de internationale natuurbeschermingsorganisatie IUCN is de beschermingsstatus 'onzeker' toegewezen (Data Deficient of DD).